# Sioux 66
Sioux66 é um grupo de hard rock paulistano. Formado em 2011 por Igor Godoi, Mika Jaxx, Bento Mello, Fabio Bonnies e Gabriel Haddad. 
Bento Mello é filho de Branco Mello, membro-fundador da banda Titãs e da atriz Ângela Figueiredo. O nome da banda se deve ao povo norte-americano Sioux.

## História
No primeiro semestre de 2012 a banda grava seu EP homônimo, coproduzido pelo produtor Henrique Baboom, conhecido por trabalhar com bandas do underground do rock brasileiro como Bastardz e Tempestt. O trabalho conta com três músicas e uma versão em português de "Girl With Golden Eyes" dos norte-americanos do Sixx:A.M..
Em parceria com a Wikimetal Music a banda lança seu primeiro álbum de estúdio em 2013 com o nome de Diante do Inferno. O álbum foi produzido por Brendan Duffey e Adriano Daga e traz a participação especial do guitarrista do Sepultura, Andreas Kisser, na faixa “Uma Só Vez”. Nesse mesmo ano a banda vai as finais do Sweden Rock Festival e acaba abrindo o show do Crucified Barbara em São Paulo e do Gilby Clarke no Circo Voador no Rio de Janeiro.
Ainda em 2013, a banda lança o clipe de "Porcos", primeiro single do álbum de estreia. A faixa é uma crítica ao sistema político brasileiro e aos governantes. O clipe foi dirigido por Rafael Pacheco e traz a participação de Ariel Invasor, vocalista da banda punk Invasores de Cérebros.
Em 2014, foram chamados para abrir um show dos Guns N' Roses, mas acabaram eventualmente substituídos pela Plebe Rude.
Em 2016, a banda assina com a Sony Music e lança seu segundo álbum de estúdio chamado Caos. O álbum conta com a regravação da canção "O Calibre" d'Os Paralamas do Sucesso. Como forma de divulgação do novo álbum, a banda lança o clipe de "Tudo Que Restou".
Nesse mesmo ano o grupo é convidado para abrir o show do Aerosmith no Allianz Parque com aval do frontman americano Steven Tyler. Ainda em 2016 a banda abriu o show da banda de nu metal Papa Roach.
No início de 2017 a banda lança o lyric video da faixa "Minerva". Em agosto divulgam o clipe de "Pra Sempre", novo single do álbum Caos. "Pra Sempre" foi produzida por Henrique Baboom e Brendan Duffey e o vídeo traz direção de Giancarlo Furlai.
Em 2018, o guitarrista Mika Jaxx deixou o grupo e se mudou para Los Angeles, nos Estados Unidos. Em seu lugar, entrou Yohan Kisser, filho de Andreas Kisser. Em junho do mesmo ano, lançam o single e videoclipe de “A Hora é Essa”.
No ano seguinte, a banda se apresentou na oitava edição do Rock in Rio e logo depois lançou seu terceiro disco de estúdio, o primeiro com Yohan: MMXIX.
Em 2021, a música “O Calibre” entra para a trilha sonora da novela Um Lugar ao Sol, da TV Globo. Com o destaque obtido, a banda lança um videoclipe da canção.
Em 2022, a banda retornou ao Rock in Rio, se apresentando no palco do Rock District.
Em 2023, a banda abriu os shows da turnê Titãs Encontro – Todos Ao Mesmo Tempo Agora, em São Paulo e em Ribeirão Preto.

## Integrantes
- Igor Godoi - vocais (2011–presente)
- Bento Mello - guitarra (2011–presente)
- Fabio Bonnies - baixo (2011–presente)
- Gabriel Haddad - bateria (2011–presente)
- Yohan Kisser - guitarra (2018–presente)

### Ex-integrantes
- Mika Jaxx - guitarra (2011-2018)

## Discografia
EP's
- Sioux 66 (2012)

Álbuns de estúdio
- Diante do Inferno (2013)
- Caos (2016)
- MMXIX (2019)